# روایت فتح
روایتِ فتح نام یک مجموعه فیلم‌های مستند است که دربارهٔ رویدادهای نظامی-سیاسی جنگ ایران و عراق، در همان دوران توسط گروه تلویزیونی جهاد ساخته شد. تدوین و نویسندهٔ گفتار فیلم و صدا گذاری این مجموعه مستند توسط مرتضی آوینی، از نخستین سال‌های جنگ ایران و عراق شروع شد و تا هنگام کشته‌شدن وی ادامه داشت و پخش آن به‌طور مستمر از شبکه ۱ سیمای جمهوری اسلامی ایران انجام می‌گرفت.
این مستند تلویزیونی به بررسی مستند اتفاقات جبهه و مصاحبه با رزمندگان ایرانی می‌پردازد. در هر قسمت بنا بر موقعیت‌های زمانی به بررسی یکی از فرماندهان ایرانی یا عملیات‌های نیروهای ایران اقدام می‌شد. مجموعه روایت فتح در قالب پنج مجموعه تولید شد.
مستند روایت فتح، مهم‌ترین روایت تصویری از جنگ هشت ساله ایران و عراق است. این مستند از صدا و سیمای جمهوری اسلامی ایران نمایش داده می‌شد و روایتی احساسی و ستایش گر از رزمندگان ایران در دوران جنگ بوده‌است. در خصوص حق مالکیت و انتشار این اثر بین خانواده آوینی و بنیاد روایت فتح اختلاف‌هایی وجود دارد.

## مجموعه‌های روایت فتح
روایت فتح در ۵ قسمت ساخته شده‌است.

### مجموعه اول
این مجموعه دربارهٔ عملیات بزرگ والفجر ۸ که در غروب روز ۲۰ بهمن ۱۳۶۴ آغاز گردید، ساخته شد. این مجموعه شامل یازده برنامه دربارهٔ عملیات بزرگ والفجر هشت است.

### مجموعه دوم
این مجموعه دربارهٔ عملیات کربلای ۱ که در تابستان ۱۳۶۵ آغاز گردید، تهیه شد.

### مجموعه سوم
این مجموعه دربارهٔ عملیات کربلای ۵ که در زمستان ۱۳۶۵ و در شلمچه روی داد، ساخته شد.

### مجموعه چهارم
این مجموعه علاوه بر وقایع جبهه‌های جنگ به اتفاقات سیاسی فرهنگی سال ۱۳۶۶ نیز می‌پردازد.

### مجموعه پنجم
در این مجموعه ضمن مرور عملیات‌های گذشته نیروهای ایرانی مانند عملیات کربلای ۱۰ و برخی عملیات‌ها در غرب کشور، حوادث جنگ را تا پایان آن مرور می‌کند. چهار قسمت برنامهٔ مربوط به عملیات مرصاد با عنوان «درخششی دیگر» و دو مجموعهٔ «شهری در آسمان» و «با من سخن بگو دوکوهه» هم برنامه‌هایی است که مرتضی آوینی پس از پایان جنگ ساخت.

## مستند روزگاری ما
مستند روزگاری ما اثر بنیاد روایت فتح، مستندی است در مورد مستند روایت فتح ساخته شده‌است. در این مستند کسانی که در جلوی دوربین مرتضی آوینی در مستند روایت فتح رفته‌اند، بعداز سال‌ها دوباره جلوی دوربین آمدند. این مستند در ۲۷ قسمت ساخته شده و در صدا و سیما پخش شده‌است.

## بنیاد روایت فتح
بنیاد روایت فتح، در سال ۱۳۷۱ و پس از تولید این مستند تأسیس شد. دفتر این بنیاد در میدان فردوسی تهران واقع است و مجموعه‌های شهرک سینمایی دفاع مقدس و انجمن‌های انتشاراتی، سینمایی، تئاتری و… را شامل می‌شود. فیلم‌های سینمایی موقعیت مهدی، تک تیرانداز، قلاده‌های طلا و لیلی با من است از مجموعه‌های تولیدی این بنیاد است. این مجموعه مستقیماً زیرنظر سپاه پاسداران اداره می‌شود و بودجه مستقیم حکومتی دارد.رئیس فعلی بنیاد روایت فتح سردار سرتیپ علی مقواساز معاون فرهنگی سازمان بسیج است.